# Gerhard Topp
Gerhard August Hvid Topp (16. april 1893 i København – 16. januar 1968 i København) var en dansk atlet medlem af "Start" i København og deltog i terrænløbet ved OL 1912 i Stockholm og blev nummer 26 individuelt og nummer 5 i holdkonkurrencen.